# Martin Eberhard
Martin Eberhard (Berkeley, 15 maggio 1960) è un ingegnere e dirigente d'azienda statunitense.
Ha fondato Tesla, Inc. (quindi Tesla Motors) con Marc Tarpenning nel 2003, servendo come CEO fino al 2007. Eberhard è stato classificato tra i primi 24 innovatori del 2007 dalla rivista Fortune. Sempre nel 2007, la rivista Business 2.0 ha classificato Eberhard numero 32 delle 50 persone "che contano ora".

## Biografia
Eberhard è nato a Berkeley, California, il 15 maggio 1960. È cresciuto a Kensington, California, frequentando la Kensington Hilltop Elementary School. Ha frequentato la scuola media e il liceo nell'adiacente El Cerrito fino alla metà dell'undicesima classe, quando la sua famiglia si trasferì a Elmhurst, Illinois. Si è diplomato alla York Community High School nel 1978.
Eberhard ha conseguito la laurea in ingegneria informatica nel 1982, presso l'Università dell'Illinois - Urbana-Champaign. Successivamente ha conseguito il master universitario in ingegneria elettrica nel 1983 dalla stessa scuola.

## Carriera

### All'inizio della carriera
Eberhard ha iniziato la sua carriera come ingegnere elettrico presso Wyse Technology, dove ha progettato il terminale WY-30 ASCII come suo primo prodotto. Successivamente, Eberhard ha cofondato e fondato le startup Network Computing Devices, Inc. (creando terminali di rete basati su X Window) e NuvoMedia che ha creato uno dei primi lettori di e-book, il Rocket eBook.

### Tesla Motors
L'interesse di Eberhard per le auto sportive, la dipendenza dal petrolio importato e il riscaldamento globale lo portarono a fondare la prima compagnia automobilistica della Silicon Valley. Nel 2003 Eberhard è stato cofondatore (con Marc Tarpenning) e divenne il primo CEO di Tesla Motors, una società di auto elettriche a San Carlos, in California. Eberhard guida la seconda delle vetture della serie Roadster di Tesla Motors Founder, che è la prima serie della Tesla Roadster (2008). La Tesla Roadster è un'auto sportiva a batteria con una autonomia di 244 miglia (393 km) (EPA).
Il 30 novembre 2007, Tesla ha rilasciato un comunicato stampa intitolato "Martin Eberhard, cofondatore di Tesla Motors, a Transition to Advisory Board". Secondo il forum del Tesla Motors Club [8] e la CNN Money, a Martin è stato chiesto di andarsene, ma la ragione per cui viene chiesto non è pubblicamente disponibile.
Il 7 gennaio 2008, il New York Times ha riferito che Tesla Motors ha rilasciato una dichiarazione in cui spiegava che il cofondatore ed ex amministratore delegato, Martin Eberhard, "è passato dal consiglio di amministrazione e dalla direzione esecutiva dell'azienda al comitato consultivo". Il 7 gennaio 2008, Eberhard ha confermato di non essere più impiegato in Tesla Motors e di essere solo un azionista della società. Ha detto che aveva in programma di avviare un'altra società interamente nel campo della tecnologia verde. Eberhard aveva un blog su teslafounders.com che aveva la sua versione della storia di Tesla mentre aveva fatto causa a Elon Musk per diffamazione fino a quando non aveva lasciato la sua causa nell'agosto 2009; il blog è stato cancellato in seguito e si presume che vi sia stato un accordo tra le parti.

### 2010-2015
Nel 2010, Martin Eberhard ha confermato ad Autoblog Green che stava lavorando con Volkswagen, ma non sono stati forniti ulteriori dettagli.
Successivamente, ha lavorato a Lucid Motors, una startup finanziata da LeEco e altri che è stata creata per competere con Tesla, fino al 2015.

### inEVit
Nel 2017, Eberhard ha fondato inEVit l'obiettivo di fornire ai principali OEM le trasmissioni elettriche e le soluzioni di immagazzinamento dell'energia.

### SF Motors
Nell'ottobre 2017, Eberhard è entrato a far parte della cinese Sokon Industry Group quando quest’ultima società ha acquisito Inevit. Questo ramo è stato rinominato SF Motors e successivamente ribattezzata Seres.

## Vita privata
È sposato con Carolyn Eberhard, che ha incontrato all'Università dell'Illinois, dove sono stati donatori annuali al College of Engineering dell'università dal 1984.